# Adrian Delia
Adrian Delia (Sliema, 8 agosto 1969) è un politico e avvocato maltese, leader del Partito Nazionalista dal 2017 al 2020.

## Biografia
Nato a Sliema l'8 agosto 1969, Delia ha studiato presso il St. Aloysius College e l'Università di Malta, dove si è laureato in giurisprudenza nel 1993.
Dopo aver iniziato ad esercitare l'attività di avvocato presso alcune banche maltesi, ha fondato una propria agenzia legale (Aequitas Legal) ed è stato direttore della Erste Bank Malta.

### Attività calcistica
Da sempre legato alla città di Birkirkara, è stato eletto nel 2011 vice-presidente della squadra di calcio locale, il Birkirkara F.C., della quale ha poi ricoperto la carica di presidente dal 2015 al 2017. Sotto la sua presidenza, iniziata con l'acquisto dell'ex nazionale italiano Fabrizio Miccoli, la squadra ha raggiunto, prima volta per una compagine maltese, il terzo turno preliminare di Europa League, riuscendo ad ottenere una storica vittoria contro i più titolati avversari del West Ham United, essendo poi da loro eliminati solo ai calci di rigore.

### Attività politica
Membro del parlamento maltese dal 2017, a seguito della sconfitta del Partito Nazionalista, Delia ha rassegnato nello stesso anno le dimissioni dalla carica di presidente del Birkirkara F.C. e ha reso pubblica la sua candidatura alla leadership del partito. Pur essendo privo di una vera esperienza politica, il 16 settembre 2017 è stato eletto dall'assemblea generale come leader della compagine politica con il 52,7% dei voti, succedendo al dimissionario Simon Busuttil. In tale veste, è dal mese successivo formalmente leader dell'opposizione al governo laburista di Joseph Muscat.
Ha guidato il partito alle elezioni europee del 2019, nelle quali esso ha ottenuto il 37,9% delle preferenze, subendo una netta sconfitta ad opera dei rivali laburisti.
A seguito della grave crisi politica che ha travolto il governo laburista nel 2019, ha esortato il primo ministro Muscat a rassegnare le proprie dimissioni. Coinvolto a sua volta nelle controversie interne al suo partito, i cui organi generali avevano espresso un voto di sfiducia nei suoi confronti per due volte, nel mese di ottobre 2020 Delia ha perso il voto generale fra gli iscritti, indetto dal congresso del partito in agosto, in favore di Bernard Grech, cedendo così allo sfidante la leadership della sua forza politica.

## Controversie
Nel 2017 la giornalista maltese Daphne Caruana Galizia ha accusato Delia di connessioni con un racket legato alla prostituzione e ad attività di riciclaggio di denaro. Successivamente la giornalista è morta in un attentato dinamitardo, il politico ha però sempre negato le accuse rivoltegli.

## Vita privata
Delia è padre di sei figli.